# Centro comercial Gran Plaza Florencia
El centro comercial Gran Plaza Florencia es un centro comercial ubicado en la ciudad de Florencia, Colombia. Su construcción tomó alrededor de 16 meses, desde enero de 2012 hasta su inauguración en mayo de 2013. Tiene un área de 33 900 m² de los cuales 14 300 m² corresponden a la zona comercial, constituyendo el primer centro comercial de gran formato en todo el departamento de Caquetá. El centro comercial cuenta con un local de Almacenes Éxito como tienda ancla, el cual fue abierto al público de manera anticipada el 30 de noviembre de 2012.

## Historia
La idea de desarrollar un centro comercial de gran formato en la ciudad de Florencia (Caquetá) surgió a finales de 2008, cuando la empresa Tonalli Contructores propuso la construcción de un complejo comercial denominado La Palma Centro Comercial en las instalaciones del antiguo Molino Buenos Aires. Sin embargo, el proyecto fue cancelado debido a la poca acogida que tuvo entre los empresarios locales.
No fue sino hasta 2011 cuando, después de un largo período de gestiones y análisis entre los constructores, promotores y el gobierno municipal, se dio vía libre a la construcción del centro comercial Gran Plaza Florencia. Es así como el 16 de enero de 2012 inició la ejecución de actividades de demolición, replanteo, tala de árboles y movimiento de tierras en las mismas instalaciones donde se había proyectado la construcción de La Palma Centro Comercial.
La presentación y el lanzamiento del proyecto para los comerciantes locales, en la que se dieron a conocer las características arquitectónicas  y las marcas confirmadas que harán parte del centro comercial, se realizó el 17 de febrero de 2012 en el auditorio de la Cámara de Comercio de Florencia, evento que contó con la participación de Rafael España, Director Económico de la Federación Nacional de Comerciantes de Colombia — Fenalco. En un evento realizado el 27 de marzo de 2012, la constructora a cargo de las obras del centro comercial anunció la iniciación de la etapa de construcción de la estructura, luego de finalizar las demoliciones, excavaciones y rellenos, al tiempo que anticipó la apertura de su tienda ancla para octubre de 2012.
El 30 de noviembre de 2012 y después de 10 meses de construcción y adecuación en un área de 3160 m², se dio apertura oficial de almacenes Éxito Florencia, la tienda ancla del centro comercial. Finalmente, el 31 de mayo de 2013, luego de una inversión superior a los 57 000 millones de pesos y de generar 450 empleos directos en la etapa de construcción, Gran Planza Florencia fue inaugurado con un 60% de su operación en marcha.

## Características
Gran Plaza Florencia se encuentra ubicado en el barrio Atalaya en la zona norte de la capital de Caquetá, en las antiguas instalaciones del molino Buenos Aires. La obra se desarrolló en un lote de 20 600 m², tiene un área total construida de 33 900 m² y cuenta con 176 unidades en 134 locales comerciales que albergan almacenes nacionales de múltiples marcas, plazoleta de comidas, cuatro salas de cine, zonas de café y área de juegos infantiles. Igualmente, la construcción incluye 390 cupos de estacionamiento para automóviles, 470 cupos para motocicletas, escaleras mecánicas, ascensor y rampas de acceso para personas con limitaciones físicas.

## Grandes almacenes
Entre las tiendas ancla y semiancla más reconocidas que tienen presencia en el centro comercial se identifican:
- Almacenes Éxito — área de 3160 m².
- Cinemark — 4 salas de cine con capacidad para 721 plazas y área de 1176 m².[11]
- Happy City — zona de juegos infantiles de 1000 m².